# 卡什米尔 (华盛顿州)
卡什米尔（英語：Cashmere）是美国华盛顿州奇兰县下属的一座城市，韦纳奇-東韋納奇都會統計區的一部份。根据 2000年美国人口普查，该市有人口2,965人。根据2010年美国人口普查，该市有人口3,063人。而2011年估计该市有3,104人。

## 外部連結
- （英文） 开司米歷史 （页面存档备份，存于） at HistoryLink
- （英文） 中的“卡什米尔 (华盛顿州)”